# Сьверчина (Паб'яницький повіт)
Сьверчина (пол. Świerczyna) — село в Польщі, у гміні Длутув Паб'яницького повіту Лодзинського воєводства.
Населення — 77 осіб (2011).
У 1975-1998 роках село належало до Пйотрковського воєводства.

## Демографія
Демографічна структура станом на 31 березня 2011 року:
|          | Загалом | Допрацездатний вік | Працездатний вік | Постпрацездатний вік |
| -------- | ------- | ------------------ | ---------------- | -------------------- |
| Чоловіки | 38      | 6                  | 28               | 4                    |
| Жінки    | 39      | 5                  | 22               | 12                   |
| Разом    | 77      | 11                 | 50               | 16                   |